# جنسی دیپات (ویسکانسین)
جنسی دیپات (به انگلیسی: Genesee Depot) یک منطقهٔ مسکونی در ایالات متحده آمریکا است که در شهرستان واکیشا، ویسکانسین واقع شده‌است. جنسی دیپات ۲۷۷٫۰۷ متر بالاتر از سطح دریا واقع شده‌است.